# Casa de la Generalitat de Catalunya a Perpinyà
La Casa de la Generalitat a Perpinyà, que cal no confondre amb el Palau de la Generalitat a Perpinyà, és la delegació del govern de la Generalitat de Catalunya a Perpinyà (Rosselló, Catalunya del Nord). Se situa al carrer de la Fusteria, al centre antic de la capital nord-catalana.
Va ser inaugurada al setembre del 2003 pel president Jordi Pujol. Les seves funcions principals són d'ajudar els lligams de tota classe: institucionals, econòmics, lingüístics, culturals, turístics, etc., entre la Catalunya Sud i la Catalunya Nord. Depèn actualment del departament de la Presidència del govern de la Generalitat.
Els directors successius de la Casa de la Generalitat:
- Maryse Olivé (2003-2004)
- Enric Pujol (2004-2005)[1]
- Jordi Fernández-Cuadrench (2005-2010)
- Joan Gaubí (2011-2014)
- Josep Puigbert i Punset (2014-2022)
- Alfons Quera i Carré (2022-2024)
- Christopher Daniel Person (2024-2025)[2][3]
- Albert Piñeira i Brosel (2025-actualitat)